# Spalathronísia
Spalathronísia är öar i Grekland.   De ligger i prefekturen Chalkidike och regionen Mellersta Makedonien, i den nordöstra delen av landet, 230 km norr om huvudstaden Aten. Arean är 0,12 kvadratkilometer.
Terrängen på Spalathronísia är platt. Öns högsta punkt är 14 meter över havet. 